# Alexander Chee
Alexander Chee (Rhode Island) é um romancista, poeta, jornalista e crítico norte-americano.
Chee nasceu em Rhode Island mas cresceu na Coreia do Sul, em Guam e no Maine. Estudou na Universidade Wesleyan e vive actualmente no Massachusetts.
Os seus contos iniciais foram publicados nas antologias Best American Erotica 2007, A Fictional History of the US (With Huge Chunks Missing), Men on Men 2000, and His 3, e os seus ensaios pessoais em From Boys To Men, Loss Within Loss, Boys Like Us, The M Word, e Man I Might Become. A sua poesia apareceu em Barrow Street, LIT, Interview, James White Review e 'XXX Fruit. Foi jornalista e escreveu crítica literária em Time Out New York, Out/Look, Outweek, the The Advocate, Out, Bookforum e na San Francisco Review of Books. 
Recebeu os prémios Asian American Writers Workshop Literary Award, Lambda Editor's Choice Prize, Michener/Copernicus Fellowship Prize, 2003 Whiting Award, the MacDowell Colony e a NEA Fellowship de Ficção em 2004. em 2003, a Out Magazine' nomeou-o como uma das 100 Pessoas Mais Influentes do ano.
Hoje em dia é professor no Dartmouth College.

## Obra
- 41, 42, 43 na antologia The M Word
- Memorials na antologia Literature of Tomorrow, (short story)
- Boys Like Us:Gay Writers Tell Their Coming Out Stories, Patrick Merla(ed.) Avon Books. 1996, ensaio
- His3: Brilliant New Fiction by Gay Writers, conto
- From Boys to Men: Gay Men Write About Growing Up, ensaio
- A Document of the Sexual Revolution., poesia
- Artery: The AIDS-Arts Forum, memórias
- Interview in Sex Is... (1993), Realizado por Marc Huestis
- Edinburgh, Picador (USA), Novembro de 2002
- The Queen of the Night, 2016, Harcourt Mifflin Harcourt